# Sara Del Rey
Pour les articles homonymes, voir Amato (homonymie).
Sara Amato (née le 13 novembre 1980 à Martinez, Californie) plus connue sous le nom de ring de Sara Del Rey est une catcheuse et entraîneur de catch américaine. Elle est principalement connue pour son travail à la Shimmer Women Athletes dont elle a été la première championne ainsi que championne par équipe avec Courtney Rush. Elle arrête sa carrière en 2012 et s'engage avec la World Wrestling Entertainment en tant qu'entraîneur où elle est l'adjointe responsable des catcheuses de Bill DeMott puis de Matthew Bloom au sein du WWE Performance Center, le centre d'entraînement de la fédération.

## Jeunesse
Amato s'intéresse au catch depuis son enfance. Au cours de sa dernière année de lycée, elle envisage de devenir catcheuse et après un bref passage à l'université où elle n'aime pas être en salle de classe elle décide d'entrer dans une école de catch.

## Carrière de catcheuse

### Débuts en Californie (2002-2005)
Amato entre à l'école de catch de l'All Pro Wrestling en Californie et y fait son premier match le 1er mars 2002 sous le nom de Nikki et avec Robert Thompson elle remporte un match par équipe intergenre face à Cheerleader Melissa et Larry Blackwell,. Elle est principalement la valet de Thompson et l'accompagne au cours de ses matchs.
En 2003, elle change de nom de ring pour celui de Sara Del Rey et commence à travailler pour d'autres fédérations ; notamment à l'Ultimate Pro Wrestling où elle a son premier match de championnat face à Erica Porter le 11 juillet, cette dernière conservant son titre. Quinze jours plus tard elle participe au tout premier spectacle de la Pro Wrestling Guerrilla (PWG) où elle fait équipe avec Charles Mercury et Supa Badd et ensemble ils battent Ryan Drago, Topgun Talwar et Zokre.
Le 24 janvier 2004, elle retourne à la PWG où avec Apollo Kahn elle participe au tournoi Tango and Cash et les Iron Saints (Sal et Vito Thomaselli) les éliminent au premier tour.
En février 2005, elle commence à quitter la Californie et elle fait un passage à l'Independent Wrestling Association Mid-South (en) le 12 février où elle tente sans succès de remporter le championnat féminin du Midwest dans un match à six à élimination où Cheerleader Melissa l'élimine, la victoire allant à Daizee Haze qui obtient aussi le titre. Elle va ensuite en Arizona où trois jours plus tard elle remporte le championnat féminin de l'Impact Zone Wrestling alors vacant après sa victoire face à Adrenelyn. Son règne s'arrête le 26 février après sa défaite sur Morgan.

### Passage au Japon puis au Mexique (2005)
Peu après son passage à l'Impact Zone Wrestling, Del Rey part pour le Japon où elle effectue trois matchs entre le mois de mars et le mois d'août. Au cours de ce séjour, elle s'entraîne avec d'autres catcheuses et dans une interview en 2015 elle déclare que s'entraîner avec des femmes contribue à améliorer ses qualités techniques car « il n'y a pas de filet de sécurité ». En septembre, elle quitte le Japon pour le Mexique où elle porte un masque et utilise le nom d'American Angel à la Lucha Libre Femenil mais elle doit se démasquer le 16 décembre après sa défaite dans un Mask vs. Mask match face à Tsunami.

### Shimmer Women Athletes (2005-2012)
Elle commence à travailler pour la Shimmer Women Athletes (SHIMMER), une fédération exclusivement féminine basée dans l'Illinois, dès les premiers enregistrements des DVD le 6 novembre 2005 où elle affronte Mercedes Martinez dans un match qui se conclut sans vainqueur par limite de temps pour SHIMMER Volume 1 et remporte un match à quatre à élimination face à Daizee Haze, Lacey (en) et Mercedes Martinez en éliminant Haze pour remporter le match à SHIMMER Volume 2,.
Le 21 mai 2006, elle affronte de nouveau Mercedes Martinez pour l'enregistrement de SHIMMER Volume 5 dans un match sans limite de temps et sort vainqueur de cette confrontation. Le 22 octobre, elle continue sa série d'invincibilité à SHIMMER Volume 7 face à Nattie Neidhart et connait la défaite le même jour face à Mercedes Martinez lors de l'enregistrement de SHIMMER Volume 8,.

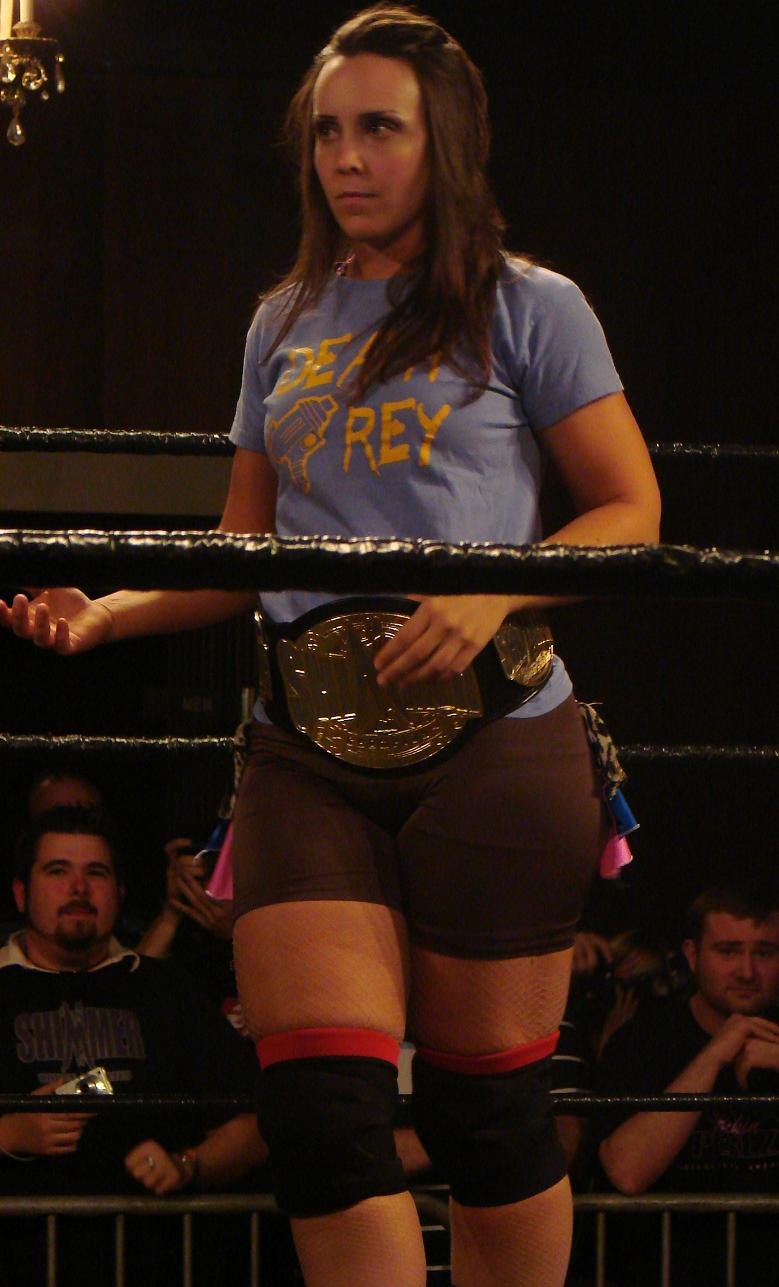
Sara Del Rey avec la ceinture de championne de la SHIMMER

Le 7 avril, elle recommence une série de victoires à la SHIMMER et bat Cheerleader Melissa puis Nikki Roxx durant les enregistrements de SHIMMER Volume 9 et SHIMMER Volume 10,. Le 1er juin, elle participe au tournoi pour désigner la première championne de la SHIMMER et se qualifie pour la demi-finale qui a lieu le lendemain en éliminant successivement Cindy Rogers puis Alicia (Melinda Padovano) au cours de SHIMMER Volume 11. Le lendemain, elle bat Sarah Stock puis Lacey (en) en finale et devient la première championne de la SHIMMER durant SHIMMER Volume 12. Lacey est la première à tenter de remporter le titre le 1er juillet au cours de SHIMMER Volume 14 puis le 11 août à la Ring of Honor durant la deuxième journée de Death Before Dishonor V mais sans succès, c'est aussi le cas d'Amazing Kong vaincu par K.O et de Sarah Stock dans un match au meilleur des trois tombés le 13 octobre à SHIMMER Volume 15 et SHIMMER Volume 16,,,.
Daizee Haze affronte Del Rey pour le championnat de la SHIMMER au cours du spectacle célébrant le 6e anniversaire de la Ring of Honor le 23 février 2008 mais c'est finalement MsChif (en) qui met fin à son règne le 26 avril au cours de l'enregistrement de SHIMMER Volume 18,. Le 5 juillet au cours de l'enregistrement de SHIMMER Volume 19, elle a l’opportunité de devenir challenger pour le titre en participant à une bataille royale mais c'est Jetta (en) qui obtient le match de championnat, Del Rey se faisant éliminer par Ariel (en) elle affronte cette dernière plus tard et remporte ce match. Le même jour, elle affronte Serena Deeb et sort gagnante de cette confrontation au cours de l'enregistrement de SHIMMER Volume 20 ainsi que le 19 octobre lors de SHIMMER Volume 21 et SHIMMER Volume 22,,. Le 22 novembre durant Rising Above, elle affronte MsChif dans un match de championnat mais échoue.
Début 2009, elle commence à faire équipe avec Amazing Kong avec qui elle devient challenger pour le titre par équipe le 2 mai dans l'enregistrement de SHIMMER Volume 24 après avoir remporté un match face à Cheerleader Melissa et MsChif mais le lendemain au cours de l'enregistrement de SHIMMER Volume 25 elles ne réussissent pas à mettre fin au règne d'Ashley Lane et Nevaeh car Kong provoque la disqualification de son équipe en frappant l'arbitre avec une chaise,. Le 8 novembre, elle se fait disqualifier au cours d'un match face à Ayako Hamada en la frappant avec une chaise et cette dernière demande que cet affrontement continue selon les règles d'un match sans disqualification que Del Rey remporte.
Le 11 avril 2010, elle connait sa première défaite depuis la perte de son titre face à Ayumi Kurihara durant SHIMMER Volume 31. Le 11 septembre au cours de l'enregistrement de SHIMMER Volume 34, elle perd cette fois un match à trois remporté par Jessie McKay incluant Hamada et le lendemain c'est Ayumi Kurihara qui l'élimine en dernière d'un match à huit à élimination,.
Elle fait équipe avec Madison Eagles (en) le 27 mars 2011 au cours de SHIMMER Volume 39, et perdent face à Ayako Hamada et Cheerleader Melissa et le 2 octobre à SHIMMER Volume 43 elles ont un match pour le championnat par équipe où Ayako Hamada et Ayumi Kurihara conservent leur titre,. Le 18 mars 2012 au cours de SHIMMER Volume 48, elle fait équipe avec Courtney Rush et remportent un match à quatre équipe à élimination, Del Rey éliminant Kurihara tandis que Rush fait gagner son équipe en « volant » le tombé de Del Rey sur Portia Perez. Elles perdent leur titre le 7 juillet à la Northern Championship Wrestling (NCW), une fédération québécoise, où les Canadian Ninjas (Nicole Matthews et Portia Perez) car Del Rey abandonne sa partenaire ; le même soir elle affronte Kalamity pour le championnat international Femmes Fatales de la NCW, cette dernière conserve son titre.

### Chikara (2006-2012)
Elle fait une première apparition à la Chikara le 27 mai 2006 où elle perd un match face à Daizee Haze. Elle l'affronte une nouvelle fois le 18 février 2007 au cours de la troisième soirée du tournoi King of Trios et échoue une nouvelle fois avant de l'emporter dans un match au meilleur des trois tombés le 5 août,.
Elle rejoint le clan  Sweet 'n' Sour Inc. mené par Larry Sweeney et participe avec Bobby Dempsey et Tank Toland (en) au tournoi King of Trios où Team FIST (Chuck Taylor, Gran Akuma (en) et Icarus (en)) les éliminent au premier tour le 1er mars 2008 et le lendemain elle et Dempsey font partie des équipes du Gauntlet match où Dempsey abandonne face à Hydra et Crossbones,. Le 11 juin, elle fait à nouveau équipe avec Dempsey avec qui elle remporte un match par équipe face à The Osirian Portal (en) (Amasis et Ophidian). Le 12 décembre, Grizzly Redwood l'élimine pour remporter une bataille royale. En 2009, Sweet 'n' Sour Inc. fait des matchs ensemble qu'à la Ring of Honor avant que le clan ne se sépare. Cependant, Del Rey continue à travailler ponctuellement à la Chikara et le 9 mars elle fait équipe avec Halcon Dorado, Jr. avec qui elle remporte un match par équipe au meilleur des trois tombés face à Lince Dorado et Roxie Cotton.
Début 2010, elle rejoint Die Bruderschaft des Kreuzes (BDK) et avec Daizee Haze et elles obtiennent la victoire dans un match par équipe face à The Osirian Portal le 31 janvier. Le 23 avril, elle fait équipe avec  The Osirian Portal et ils affrontent BDK (Claudio Castagnoli, Ares (en) et Tursas) au premier tour du tournoi King of Trios et les trahie en frappant Ophidian qui applique une prise de soumission sur Castagnoli en fin de match ; cela permet à BDK de sortir vainqueur de cette confrontation.

## Palmarès
- Canadian Wrestling Revolution (CWR)
  - 1 fois Championne féminine de la CWR[53]

- Impact Zone Wrestling (IZW)
  - 1 fois Championne féminine de l'IZW[9]

- Jersey All Pro Wrestling (JAPW)
  - 1 fois Championne féminine de la JAPW[54]

- Pro Wrestling SUN (SUN)
  - 1 fois Championne féminine de la SUN[55]

- Shimmer Women Athletes (SHIMMER)
  - 1 fois championne de la SHIMMER[56]
  - 1 fois championne par équipe de la SHIMMER avec Courtney Rush[57]

- Ohio Championship Wrestling (OCW)
  - 1 fois Championne féminine de l'OCW[58]

- Remix Pro Wrestling (Remix Pro)
  - 1 fois Championne féminine de la Remix Pro[59]

## Récompenses des magazines
- Pro Wrestling Illustrated
  - En 2012, ce magazine la classe à la 430e place du classement PWI 500 réservé aux catcheurs[60].

| Année | 2008 | 2009 | 2010 | 2011 | 2012 |
| ----- | ---- | ---- | ---- | ---- | ---- |
| Rang  | 6    | 11   | 12   | 10   | 4    |